# Melanesicoccus
Melanesicoccus är ett släkte av insekter. Melanesicoccus ingår i familjen skålsköldlöss.
Kladogram enligt Catalogue of Life:
| Melanesicoccus | \| \| Melanesicoccus kleinhoviae \| \| \| \| \| \| Melanesicoccus myrmecariae \| \| \| \| \| \| Melanesicoccus solomonensis \| \| \| \| |
|                | \| \| Melanesicoccus kleinhoviae \| \| \| \| \| \| Melanesicoccus myrmecariae \| \| \| \| \| \| Melanesicoccus solomonensis \| \| \| \| |
|                | Melanesicoccus kleinhoviae |
|                | |
|                | Melanesicoccus myrmecariae |
|                | |
|                | Melanesicoccus solomonensis |
|                | |